# Somatogyrus trothis
Somatogyrus trothis är en snäckart som beskrevs av William Doherty 1878. Somatogyrus trothis ingår i släktet Somatogyrus och familjen tusensnäckor. IUCN kategoriserar arten globalt som otillräckligt studerad. Inga underarter finns listade i Catalogue of Life.